# Президентство Герберта Гувера

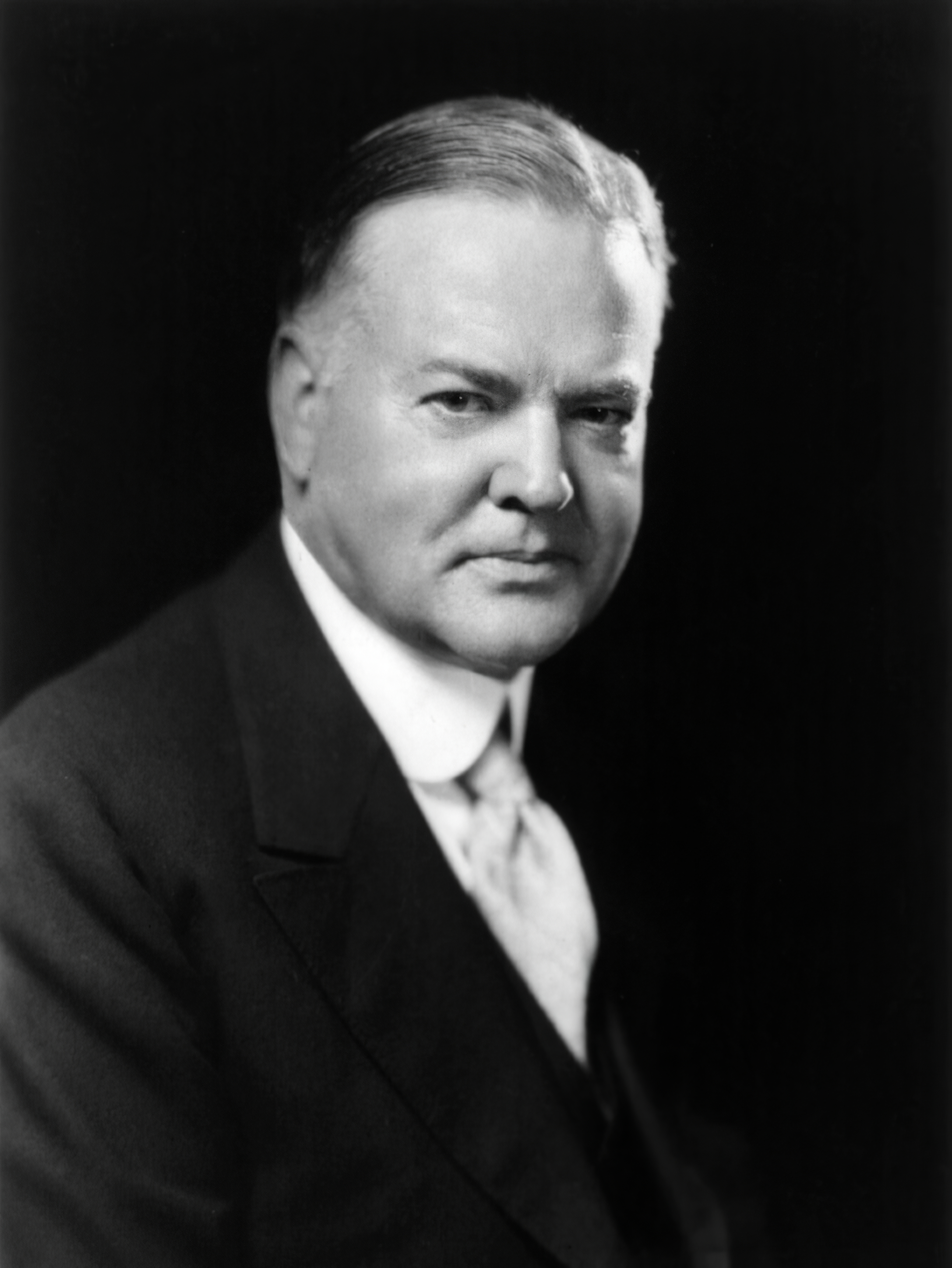
31 Президент США Герберт Кларк Гувер, (1929-1933)

Президентство Герберта Гувера розпочалося 4 березня 1929 року, коли Герберт Гувер був приведений до присяги в якості 31-го президента Сполучених Штатів, і закінчилося 4 березня 1933 року. Гувер республіканець, вступив в посаду після того, як здобув переконливу перемогу на президентських виборах 1928 році над демократом Аль-Смітом з Нью-Йорка. Гувер, зазнав поразки від Франкліна Д. Рузвельта на президентських виборах 1932 року.
Гувер був третім підряд обраним республіканським президентом, і він зберіг багато політик та персоналу попередньої адміністрації, включаючи міністра фінансів Ендрю Меллона. Гувер підтримував політику, в якій уряд, бізнес і праця працювали разом для досягнення економічного процвітання, але він, як правило, виступав проти прямої ролі федерального уряду в економіці. Прагнучи вирішити тривалу фермерську кризу, Гувер підписав Закон про маркетинг сільського господарства 1929 року. Незважаючи на зростаючий опір громадськості до заборони алкоголю, Гувер посилив федеральне виконання заборони. У зовнішніх справах Гувер виступав за неінтервенціоніст у Латинській Америці та проводив політику роззброєння по Лондонському морському договору.
Крах на Уолл-стріт 1929 р. стався менше ніж через вісім місяців після того, як він вступив на посаду, Гувер спробував боротися з наслідками Великої депресії, запевнивши довіру громадськості та працюючи з керівниками бізнесу та місцевого самоврядування. Він також затвердив Закон Смута — Гоулі про мита 1930 року, який підвищив тарифні ставки та зменшив міжнародну торгівлю. Коли депресія загострилася в 1931 та 1932 роках, Гувер неохоче закликав до прямої федеральної інтервенції, створивши Фінансову корпорацію реконструкції та підписав великий законопроєкт про державні роботи. Одночасно він також підписав Закон про доходи 1932 року, який прагнув підтримувати збалансований бюджет шляхом підвищення податків. Економіка не оговталася, і Гувер зазнав великої поразки на виборах 1932 року. Гувер, як правило, займає нижчі за середні показники серед президентів США.

## Вибори 1928 р.

Карта результатів президентських виборів 1928 року

Після того, як у серпні 1927 р. президент Калвін Кулідж заявив, що не буде домагатися другого повного терміну повноважень на президентських виборах 1928 року, Гувер виступив першим переможцем республіканської кандидатури в президенти. Хоча Гувер здобув підтримку важливих партійних округів і виграв кілька праймеріз, багато партійних лідерів виступили проти його кандидатури. Кулідж розглядав кандидатуру Гувера з прихованою огидою, одного разу зазначивши, що "протягом шести років він дав мені непотрібні поради - все це погано". Незважаючи на це, Кулідж не мав бажання розділяти партію, публічно виступаючи проти висунення популярного секретаря з питань торгівлі. Опоненти Гувера не змогли об'єднатися навколо альтернативного кандидата, і Гувер виграв кандидатуру президента в першому голосуванні Республіканської національної конвенції 1928 року. Делегати розглянули повторно висунутого віце-президента Чарлза Дауеса бути напарником Гувера, але Кулідж, який ненавидів Дауес, зазначив, що це буде «особистою образою» для нього. Натомість конвенція обрала сенатора Чарлза Кертіса з Канзасу. 
Делегати на Національному з'їзді Демократичної партії в 1928 році призначили губернатора Нью-Йорка Альфред Е. Сміта, який був описаний Франкліном Д. Рузвельтом як «Щасливий Воїн політичного бою».  Гувер агітував за ефективність та республіканський рекорд процвітання. Сміт керував своїми результатами ефективності, заробленими за чотири терміни на посаді губернатора. Обидва кандидати займалися бізнесом, і кожен обіцяв покращити умови для фермерів, реформувати імміграційне законодавство та підтримувати зовнішньополітичну ізоляційну політику Америки. Вони відрізнялися Законом Вольстеда, який забороняв продаж алкоголю та пива. Сміт був "м'яким", закликаючи його скасувати, тоді як Гувер надав обмежену підтримку Забороні, називаючи це "експериментом благородним за призначенням". У той час як Сміт здобув додаткову підтримку серед католиків у великих містах, він був об'єктом напруженої антикатолицької риторики з боку Ку-Клукс-Клана , а також численних протестантських проповідників у сільській місцевості на півдні та заході.
На виборах в листопаді республіканці здобули переважну перемогу, однак, Сміт переміг в усіх великих міських районах країни, Гувер отримав 58 % голосів населення та величезну більшість 444 до 87 голосів виборчої колегії. Гувер виграв 40 штатів, включаючи батьківщину Сміта, йому також вдалося розбити "Суцільний Південь", вигравши в п'яти традиційно демократичних штатах. Історики погоджуються, що вирішальними факторами виборів 1928 року були національна репутація Гувера та процвітаюча економіка в поєднанні з глибоким розколом Демократичної партії щодо релігії та заборон.

## Інавгурація

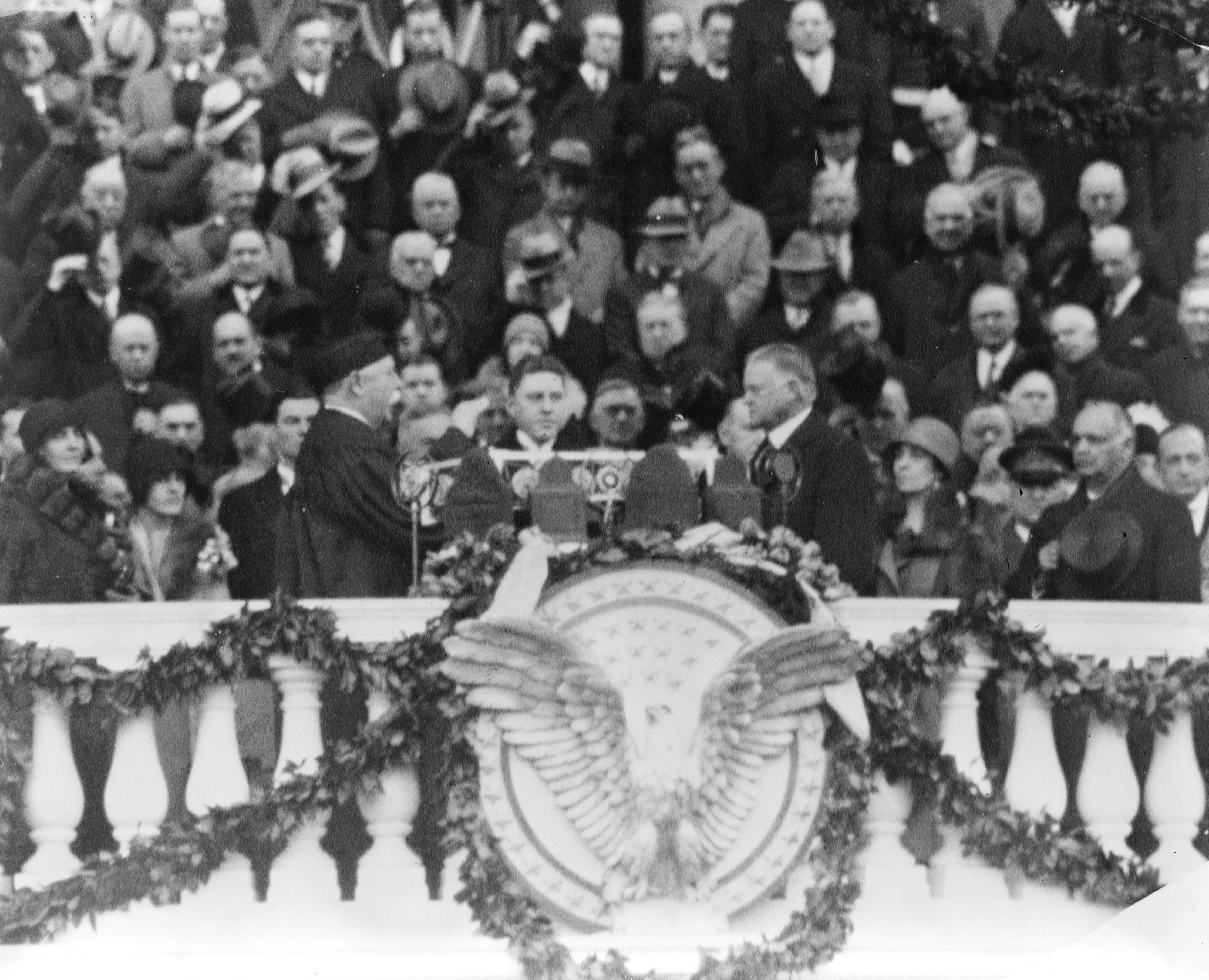
Інавгурація Гувера

Гувер був приведений до присяги, як 31-й президент країни 4 березня 1929 року на Східному портику Капітолія Сполучених Штатів. Головний суддя (і колишній президент) Вільям Говард Тафт прийняв присягу. Це була перша вступна церемонія, записана камерами кінохроніки. Вступне звернення Гувера передбачало оптимістичний тон протягом усього часу, навіть коли він говорив про "зневагу та непокору закону", яку він вважав "найбільш зло-здатною" проблемою, яка стоїть перед нацією. 

Під кінець виступу він впевнено зауважив:
Наша земля, багата ресурсами; стимулююча у своїй славній красі, наповнений мільйонами щасливих будинків; благословенний затишком та можливістю. Ні в одній країні не розвинуті інститути прогресу. У жодної нації плоди досягнення не є більш безпечними. У жодній країні держава не заслуговує на повагу. Жодна країна не любить своїх людей. Я вірую в їхню здатність, цілісність та високу мету. Я не маю побоювань за майбутнє нашої країни. Світло від надії. 
Ці слова стояли в різкій контрасті з почуттям відчаю, яке пронизало націю протягом більшої частини його президентства. 